# Kenta Fukasaku
Kenta Fukasaku (深作 健太, Fukasaku Kenta), né le 15 septembre 1972 à Tokyo, est un réalisateur et scénariste japonais.

## Biographie
Kenta Fukasaku est le fils du réalisateur Kinji Fukasaku. Il est plus connu en Occident pour ses films Battle Royale 2: Requiem (2003) et Tokyo Girl Cop (2006).

## Filmographie partielle
- 2003 : Battle Royale 2: Requiem (バトル・ロワイアルＩＩ 【鎮魂歌】, Batoru rowaiaru tsū: "Rekuiemu"?)
- 2005 : Under The Same Moon (同じ月を見ている, Onaji tsuki o miteiru?)
- 2006 : Tokyo Girl Cop (スケバン刑事 コードネーム=麻宮サキ, Sukeban Deka: Codename = Asamiya Saki?)
- 2013 : Natsuyasumi no chizu (夏休みの地図?)